# Мидвейл (Айдахо)
Мидвейл (на английски: Midvale) е град в окръг Уошингтън, щата Айдахо, САЩ. Мидвейл е с население от 176 жители (2000) и обща площ от 0,9 km². Намира се на 775 m надморска височина. ЗИП кодът му е 83645, а телефонният му код е 208.